# Bo Andersson (fysiker)
Bo Algot Andersson, född 8 juni 1937 i Kristianstad, död 4 mars 2002 i Eslöv, var en svensk teoretisk fysiker.
Andersson var doktorand hos Gunnar Källén vid Lunds universitet och disputerade 1967. Från 1984 var han professor i Lund. År 1987 blev han professor i teoretisk elementarpartikelfysik vid Naturvetenskapliga forskningsrådet. Andersson tillbringade sabbatsperioder i västra Ontario, Orsay, CERN, UCLA, Berkeley, Stony Brook och Brookhaven.
Andersson gjorde teoretiska insatser kring stark växelverkan och är tillsammans med Gösta Gustafson upphovsman till Lundmodellen för strängfragmentering, som tog sin början med en artikel från 1977.
Andersson avled av en hjärtattack 2002 på väg hem från ett föredrag i Sankt Petersburg.